# San Gimignano
San Gimignano (italijanska izgovorjava: [san dʒimiɲˈɲaːno]) je majhno obzidano srednjeveško mestece (z okoli 8.000 prebivalci) v pokrajini Siena v Toskani v Italiji. San Gimignano, znan kot Mesto lepih stolpov, slovi po svoji srednjeveški arhitekturi, edinstveni v ohranjanju približno ducata svojih stolpnih hiš (rodbinskih stolpov), ki s postavitvijo na vrh hriba in obdajajočimi zidovi tvorijo »nepozabno obzorje«. Znotraj obzidja dobro ohranjene zgradbe vključujejo pomembne primere romanske in gotske arhitekture, z izjemnimi primeri posvetnih stavb in cerkva. Palazzo Comunale, Kolegijska cerkev in cerkev Sant 'Agostino vsebujejo freske, vključno s cikli iz 14. in 15. stoletja. Zgodovinsko središče San Gimignano je na Unescovem seznamu svetovne dediščine.
Mesto je znano tudi po žafranu, zlati šunki in belem vinu Vernaccia di San Gimignano, pridelanem iz starodavne sorte grozdja Vernaccia, ki se goji na pobočjih iz peščenjaka tega območja.

## Zgodovina
V 3. stoletju pred našim štetjem je na mestu današnjega San Gimignana stala majhna etruščanska vasica. Kronisti Lupi, Coppi in Pecori pripovedujejo, da sta med zaroto Katiline proti Rimski republiki v 1. stoletju dva brata patricija, Muzio in Silvio, pobegnila iz Rima v Valdelso in zgradila dva gradova, Mucchio in Silvia (danes San Gimignano). Ime Silvia se je leta 450 našega štetja spremenilo v San Gimignano, potem ko je škof Geminijan, svetnik Modene, posredoval, da bi privrženci Huna Atile gradu prihranili uničenje. Posledično je bila svetniku posvečena cerkev, v 6. in 7. stoletju pa je okoli nje zrasla obzidana vas, ki so jo zaradi obsežnega gozda v okolici pozneje imenovali Grad San Gimignano ali Grad gozda. Od leta 929 so mestu vladali škofje Volterre.
V srednjem veku in v času renesanse je bil tukaj postanek za katoliške romarje na poti v Rim in Vatikan, saj leži ob srednjeveški cesti Via Francigena. Razvoj mesta je izboljšala tudi trgovina s kmetijskimi proizvodi s plodnih sosednjih gričev, zlasti z žafranom, ki se uporablja za kuhanje in barvanje blaga ter za vino Vernaccia, ki naj bi navdihovalo papeže in pesnike.
Leta 1199 se je mesto osamosvojilo od volterskih škofov in ustanovilo podestà ter se lotilo obogatitve komune s cerkvami in javnimi stavbami. Vendar je bil mir v naslednjih dveh stoletjih moten zaradi konflikta med gvelfi in gibelini ter družinskim rivalstvom v San Gimignanu. To je povzročilo, da so si konkurenčne družine gradile rodbinske stolpe vse večje višine. Proti koncu srednjeveškega obdobja je bilo 72 stolpov, visokih do 70 metrov. Konkurenca je bila dokončno zadržana, ko je lokalni svet odredil, da noben stolp ne sme biti višji od stolpa v bližini Palazzo Comunale.
Medtem ko je uradni zavetnik mesta sveti Geminijan, mesto časti tudi sveto Fino, znano tudi kot Serafina, ki se je rodila v San Gimignanu leta 1238 in katere praznik je 12. marca. V kapeli Santa Fina v kolegijski cerkvi je njeno svetišče in freske Ghirlandaia. Hiša, ki naj bi bila njen dom, še vedno stoji v mestu.
8. maja 1300 je San Gimignano gostil Danteja Alighierija v vlogi veleposlanika lige gvelfov v Toskani.
Mesto je cvetelo do leta 1348, ko ga je prizadela črna smrt, ki je prizadela vso Evropo in približno polovica prebivalcev je umrla. Mesto se je podredilo vladavini Firenc. Sprva je bilo nekaj gotskih palač zgrajenih v florentinskem slogu, številni stolpi pa so bili znižani na višino hiš. Kasneje je razvoj zamrl, San Gimignano pa je ostal ohranjen v svojem srednjeveškem stanju do 19. stoletja, ko se je začel njegov status turističnega in umetniškega letovišča.

## Opis
Mesto je na grebenu hriba z glavno osjo sever / jug. Obkroženo je s tremi obzidji in ima na najvišji točki, zahodno, ruševine trdnjave, uničene v 16. stoletju. V mesto je osem vhodov, postavljenih v drugo steno, ki je iz 12. in 13. stoletja. Glavna vrata so Porta San Giovanni na grebenu, ki se razteza proti jugu, Porta San Matteo na severozahodu in Porta S. Jacopo na severovzhodu. Glavni ulici sta Via San Matteo in Via San Giovanni, ki prečkata mesto od severa proti jugu. V središču mesta so štirje trgi: Piazza Duomo, na katerem stoji Kolegijska cerkev; Piazza della Cisterna, Piazza Pecori in Piazza delle Erbe. Severno od mesta je še en pomemben trg, Piazza Agostino, na katerem stoji cerkev Sant 'Agostino. Lokacije Kolegijske cerkve in Sant 'Agostina ter njihove piazze dejansko delijo mesto na dva dela.

## Znamenitosti
Mesto San Gimignano ima veliko primerov romanske in gotske arhitekture. Poleg cerkva in srednjeveških utrdb obstajajo primeri romanske posvetne in domače arhitekture, ki jih med seboj ločijo okrogli in koničasti oboki. Posebnost, značilna za pokrajino Siena, je, da so loki odprtin potlačeni, pri čemer imajo vrata pogosto drugi nizki lok pod polkrožnim ali koničastim lokom. Tako romanska kot gotska okna imajo včasih razcepljeno obliko, z dvema odprtinama, ki sta pod enim lokom razdeljeni s kamnitim zidom.

### Trgi

#### Piazza della Cisterna
Ta trg, na katerega se je vstopilo z ulice Via San Giovanni, je glavni trg mesta. Je trikotne oblike in je obkrožen s srednjeveškimi hišami različnih datumov, med njimi nekaj lepih primerov romanskih in gotskih palač. V središču trga stoji vodnjak, ki je bil glavni vir vode za prebivalce mesta. Struktura je iz leta 1346. Čeprav je bil večji del obnovljen v poznem 20. stoletju, so deli tlakovcev iz 13. stoletja.

#### Piazza Duomo
Ta trg je severno od trga Piazza della Cisterna in je povezan s prehodom, ki meji na odprto ložo. Na zahodu na vrhu trga stoji Kolegijska cerkev, do katere prihajajo široke stopnice. Zdi se, da ime trga pomeni, da je bila ta cerkev nekoč stolnica, a čeprav je bila morda načrtovana, temu ni bilo tako. Druge pomembne stavbe na trgu so Palazzo Comunale in Palazzo Podesta, hiša župana. Palazzo Podesta odlikuje ogromna obokana loža.

### Rodbinski stolpi
Medtem ko so v drugih mestih, kot so Firence, večino ali vse njihove stolpe porušile vojne, katastrofe ali obnova mest, je San Gimignano uspel ohraniti štirinajst stolpov različnih višin, po katerih je znan po vsem svetu.
- Campanile della Collegiata
- Torri degli Ardinghelli
- Torre dei Becci
- Torre Campatelli
- Torre Chigi (1280)
- Torre dei Cugnanesi
- Torre del Diavolo
- Torre Ficherelli or Ficarelli
- Torre Grossa (1311) [11], 54 m[12]
- Torre di Palazzo Pellari
- Casa-torre Pesciolini
- Torre Pettini
- Torre Rognosa, 51 m
- Torri dei Salvucci

### Cerkve
V mestu je veliko cerkva: dve glavni sta Collegiata in Sant'Agostino, v kateri so številna umetniška dela zgodnjih italijanskih renesančnih umetnikov.
Pieve di Santa Maria v mestu Cèllole, vas v občini, je romanska podeželska cerkev s krstilnico.

### Posvetne stavbe
Palazzo Comunale ali mestna hiša, nekoč sedež podeštata, je trenutno sedež Mestne galerije, kjer hranijo dela  Pinturicchia, Benozzo Gozzolija,  Filippina Lippija,  Domenica di Michelina, Pier Francesca Fiorentina in drugih. Iz Dantejeve dvorane v palači je mogoče dostopati do freske Maesta, ki jo je ustvaril Lippo Memmi, pa tudi do Torre del Podestà ali Torre Grossa, 1311, ki je visok 54 metrov.

## Kultura
San Gimignano je rojstni kraj pesnika Folgoreja da San Gimignana (1270–1332).
Izmišljena različica San Gimignana je predstavljena v romanu E. M. Forsterja iz leta 1905, Where Angels Fear to Tread kot Monteriano.
Un tè con Mussolini, drama o stiski angleških in ameriških žensk v Italiji med drugo svetovno vojno iz leta 1999, je bila delno posneta v San Gimignanu. Freske, ki jih ženske rešijo pred uničenjem med umikom nemške vojske, so znotraj kolegijske cerkve. Poročilo o tej epizodi je v veliki meri izmišljeno, ker čeprav obstajajo poročila o predvidenih povračilnih ukrepih proti mestu, ni dokazov o načrtu za uničenje cerkve. Vendar pa je sklicevanje na nevarnost kulturnega uničenja zgodovinsko, saj so zavezniki območje bombardirali deset dni.
Franco Zeffirelli je San Gimignano uporabil kot nadomestek za mesto Assisi v svojem biografskem filmu o sv. Frančišku Asiškem iz leta 1972 z naslovom  Fratello Sole, Sorella Luna’’ (Brat Sonce, sestra Luna). Tu so posneli večino prizorov.
V romanu The Broker Johna Grishama, Joel Backman odpelje svojo drugo od treh žena na počitnice v Italijo, da se ne bi ločila od njega. Za mesec dni najameta samostan iz 14. stoletja v bližini San Gimignana.
M. C. Escher v lesorezu San Gimignano iz leta 1923 prikazuje slavne stolpe.
Različica mesta iz 15. stoletja je predstavljena v videoigri Assassin's Creed II iz leta 2009.

## Mednarodne povezave
San Gimignanoje pobraten z:
- Český Krumlov, Czech Republic
- Meersburg, Germany[16]
- Mestia, Georgia[17]